# Aegid von Waldkirch
Aegid von Waldkirch (* 1621 oder 1622 in Rheinau als Johann Philipp von Waldkirch; † 28. Januar 1667 in Muri) war ein Schweizer Benediktinermönch. Von 1657 bis zu seinem Tod war er Abt des Klosters Muri in den Freien Ämtern (im heutigen Kanton Aargau).
Sein Vater Johann Caspar von Waldkirch war Forstmeister von St. Blasien und Obervogt der Herrschaft Blumegg, seine Mutter hiess Katharina Göldlin von Tiefenau. Aegid von Waldkirch studierte Theologie in Muri und Rorschach. 1637 legte er die Profess ab, 1645 erhielt er die Priesterweihe. Anschliessend war er als Lehrer an der Klosterschule tätig. In den Jahren 1652/53 amtierte er als Novizenmeister, 1653/54 als Pfarrer in Bünzen. Abt Bonaventura Honegger ernannte Waldkirch 1655 zum Notar, ausserdem war er Professor der Philosophie und Theologie. Nach Honeggers Tod wurde er im April 1657 zum Abt gewählt. Im Auftrag der Schweizerischen Benediktinerkongregation war er für die Administration des Klosters Pfäfers zuständig, das durch Misswirtschaft an den Rand des Ruins geraten war.